# Тамни развигор
Тамни развигор (Aricia artaxerxes) је лептир из породице плаваца (Lycaenidae).

## Опис
Врло је сличан развигору (Aricia agestis). Шпиц предњих крила код мужјака је зашиљенији, наранџаста са горње стране предњих крила је једва присутна.

## Распрострањење
Присутaн је у готово целој Европи. У Србији живи само у јужној половини земље, у брдско-планинском подручју.

## Биологија
Јаја полаже појединачно на горњу страну листа биљке хранитељке. Презимљава у стадијуму гусенице.
Забележене биљке хранитељке укључују сунчев цвет (Helianthemum nummularium), здравац (Geranium sanguineum) и обични чапљан (Erodium cicutarium). У нашим крајевима период летења је од краја маја до почетка октобра.